# Continental Team Astana/Saison 2013
Dieser Artikel listet Erfolge und Fahrer des Radsportteams Continental Team Astana in der Saison 2013 auf.

## Erfolge in der UCI Asia Tour
Bei den Rennen der UCI Asia Tour im Jahr 2013 gelangen dem Team nachstehende Erfolge.
| Datum    | Rennen                                             | Kat. | Sieger                   |
| -------- | -------------------------------------------------- | ---- | ------------------------ |
| 20. Juni | Kasachische Meisterschaft – Einzelzeitfahren (U23) | CN   | Daniil Fominych          |
| 22. Juni | Kasachische Meisterschaft – Straßenrennen (U23)    | CN   | Tilegen Maidos           |
| 13. Juli | 7. Etappe Tour of Qinghai Lake                     | 2.HC | Jewgeni Nepomnjatschschi |

## Erfolge in der UCI Europe Tour
Bei den Rennen der UCI Europe Tour im Jahr 2013 gelangen dem Team nachstehende Erfolge.
| Datum     | Rennen                            | Kat. | Sieger           |
| --------- | --------------------------------- | ---- | ---------------- |
| 4. August | Trofeo Internazionale Bastianelli | 1.2  | Maqsat Ajasbajew |

## Zugänge – Abgänge
| Zugänge                  | Team 2012       | Abgänge                             | Team 2013             |
| ------------------------ | --------------- | ----------------------------------- | --------------------- |
| Jewgeni Nepomnjatschschi | Astana Pro Team | Arman Kamyschew                     | Astana Pro Team       |
| Sergei Renew             | Astana Pro Team | Alexei Luzenko                      | Astana Pro Team       |
| Marco Benfatto           | Neoprofi        | Ruslan Tleubajew                    | Astana Pro Team       |
| Schandos Bischigitow     | Neoprofi        | Kanstanzin Klimiankou               | Atlas Personal-Jakroo |
| Baqtijar Qoschatajew     | Neoprofi        | Tynys Akanow                        | Unbekannt             |
| Tilegen Maidos           | Neoprofi        | Miras Bederbekow                    | Unbekannt             |
|                          |                 | Wladislaw Gorbunow (bis 31. August) | Unbekannt             |

## Mannschaft
| Name                     | Geburtstag         | Nationalität |              |
| ------------------------ | ------------------ | ------------ | ------------ |
| Maqsat Ajasbajew         | 27. Januar 1992    | Kasachstan   |              |
| Marco Benfatto           | 6. Januar 1988     | Italien      |              |
| Schandos Bischigitow     | 10. Juni 1991      | Kasachstan   |              |
| Ilja Dawidenok           | 19. April 1992     | Kasachstan   |              |
| Daniil Fominych          | 28. August 1991    | Kasachstan   |              |
| Abdraimschan Ischanow    | 10. April 1990     | Kasachstan   |              |
| Nasar Jumabekow          | 1. März 1987       | Kasachstan   |              |
| Baqtijar Qoschatajew     | 28. März 1992      | Kasachstan   |              |
| Nurbolat Kulimbetow      | 9. Mai 1992        | Kasachstan   |              |
| Tilegen Maidos           | 10. Juni 1993      | Kasachstan   |              |
| Jewgeni Nepomnjatschschi | 12. März 1987      | Kasachstan   |              |
| Sergei Renew             | 3. Februar 1985    | Kasachstan   |              |
| Alexander Schuschemoin   | 23. Februar 1987   | Kasachstan   |              |
| Roman Semjonow           | 23. Januar 1993    | Kasachstan   |              |
| Nikita Umerbekow         | 14. September 1991 | Kasachstan   |              |
| Stagiaires               | Stagiaires         | Nationalität | Nationalität |
| Artur Fedossejew         | Artur Fedossejew   | Kasachstan   |              |
| Wiktor Okischew          | Wiktor Okischew    | Kasachstan   |              |